# Harakóc
Harakóc (szlovákul: Harakovce, németül Harachsdorf) község Szlovákiában, az Eperjesi kerület Lőcsei járásában.

## Fekvése
A Branyiszkó-hegység nyugati lejtőin, a Zsigra-patak völgyében fekszik 503 m magasan, Szepesváraljától 7 km-re keletre.

## Története
1270-ben „Sygra” néven említik először. Neve a szláv Hrkovce helynévből származik, jelentése Hrk (görög) emberei. A középkorban a Szepesi vár uradalmához tartozott. 1284-ben „Sygra”, 1293-ben „Rudna”, 1321-ben „Herkovich”, 1397-ben „Herkowecz”, 1464-ben „Harakolch” néven szerepel az írott forrásokban. A 16. században a szepesi váruradalomhoz tartozott. 1604-ben 4 ház állt a faluban. A 18. században a Petrőczyek birtoka. 1787-ben 25 házában 195 lakos élt.
A 18. század végén Vályi András így ír róla: „HARAKÓCZ. Tót falu Szepes Várm. földes Ura Petróczi Uraság, lakosai katolikusok, fekszik Braniskó hegye mellett, Sáros Várm. szélénél, Pongráczfalvának szomszédságában, Polyanócznak filiája, határjának 2/3 része középszerű, fája mind a’ két féle van, legelője jó.”
A 19. században a Kail családé. A 19. századig határában vasércet bányásztak. 1828-ban 38 háza volt 279 lakossal.
Fényes Elek 1851-ben kiadott geográfiai szótárában így ír a faluról: „Harakocz, tót falu, Szepes vármegyében, Korotnokhoz közel, 272 kath., 7 evang. lak. Vasbányák. F. u. Petroczy, Kail, s m. Ut. p. Lőcse.”
A trianoni diktátum előtt Szepes vármegye Szepesváraljai járásához tartozott.

## Népessége
| Év:            | 1994. | 2004.   | 2014.    | 2024.   |
| -------------- | ----- | ------- | -------- | ------- |
| Emberek száma: | 71    | 69      | 59       | 54      |
| Eltérés:       |       | -2,81 % | -14,49 % | -8,47 % |

| Év:            | 2023. | 2024.   |
| -------------- | ----- | ------- |
| Emberek száma: | 56    | 54      |
| Eltérés:       |       | -3,57 % |

1910-ben 89, túlnyomórészt szlovák lakosa volt.
2001-ben 70 szlovák lakosa volt.
2011-ben 66 szlovák lakta.

## Nevezetességei
- Mihály arkangyal tiszteletére szentelt római katolikus temploma 13. századi eredetű, a 17. és 18. században többször átalakították. Tornya a pártázatos reneszánsz népi változatának jellemző példája.
- Emeletes magtárak a település keleti részén.
- A község közvetlen közelében található a Rajtopiky tájvédelmi körzet.

## Manapság
A faluban főleg nyugdíjasok laknak. A legtöbb házban háziállatokat tenyésztenek és a kertekben gyümölcsfák teremnek. A falu lakosai a szomszédos faluba, Szepestölgyesbe járnak bevásárolni, mert Harakócon túl kevés ember lakik ahhoz, hogy saját boltja legyen a falunak.